# Daniel Bertaux
Pour les articles homonymes, voir Bertaux.
Daniel Bertaux, né le 27 février 1939 est un sociologue français, directeur de recherche au CNRS.

## Biographie
Il est le fils du germaniste et Compagnon de la Libération Pierre Bertaux et le petit-fils de Jules Supervielle.
Ancien élève de l'École polytechnique (X1957), Directeur de recherche au CNRS, théoricien des récits de vie et auteur de nombreux travaux socio-historiques (sur la boulangerie artisanale, les migrations Province-Paris, la mobilité sociale, la génération de 1968, le patrimoine et la transmission). Il a été à l’origine du comité de recherche «Biographie et société» (Association internationale de sociologie) et de la revue bilingue Life stories/Récits de vie qui publie les meilleurs travaux réalisés dans le domaine des histoires de vie.

## Publications
- Destins personnels et structure  de classe, Paris, Presses universitaires de France, l977
- (it) Gli studi sulla stratificazione in Francia, Svizzera, Paesi scandinavi, Turin, Edizione della Fondazione Giovanni Agnelli, 1977Coécrit avec Roger Girod et Kaare Svalastoga
- (en) Biography and society : The life history approach in the social sciences, Beverly Hills, Sage publications, 1981
- La mobilité  sociale, Paris, Hatier, coll. « Profil société », l985 (ISBN 978-2-218-07374-8)
- Des pères face au divorce : la fragilisation du lien paternel, Paris, CNAF, coll. « Espaces et Familles », 1991Coécrit avec Catherine Delcroix
- Soudby Lioudei : Rossia XX Bek (Destins de Russes au XXe siècle), Moscou, Institut de Sociologie, 1996Coécrit avec Victoria Semenova et Ekaterina Foteeva
- (en) Pathways To Social Class. A Qualitative Approach To Social Mobility, Oxford, Clarendon Press, 1997Coécrit avec Paul Thompson
- Les récits de vie. Perspective ethnosociologique, Paris, Nathan, coll. « 128 », 1997, 127 p. (ISBN 978-2-09-190446-7)
- Lioudmilla. Une Russe dans le siècle, Paris, La Dispute, coll. « Instants », l998 (ISBN 978-2-84303-007-9)Coécrit avec Véronique Garros

## Sources
CEMS, « Daniel Bertaux » (consulté le 12 décembre 2007)